# Fratelli Schweizer
Paul Schweizer, William (Bill) Schweizer e Ernest Schweizer furono tre fratelli, fondatori della Schweizer Aircraft. Iniziarono a costruire alianti nel 1930. Nel 1937, crearono la Schweizer Metal Aircraft Company. Il primo aliante commercializzato fu lo Schweizer SGU 1-7 per lo Harvard University's Altosaurus Glider Club. A quel tempo Eliot Noyes fu un pilota di deltaplani presso lo Harvard soaring club. L'esemplare originale, restaurato, è presente al National Soaring Museum di Elmira (New York).
Nel 1939, fondano la Schweizer Aircraft. In settanta anni di attività crearono diverse macchine volanti, alianti e elicotteri in particolare. Quando decisero di vendere l'azienda, scelsero un compratore con la loro stessa etica, la Sikorsky Aircraft Corporation (UTC) del Connecticut. La vendita si completò nel 2004.
Tutte e tre i fratelli sono stati inseriti nella Soaring Hall of Fame; Paul e Earnest nel 1955 (con i Fratelli Wright), e più tardi William nel 1984. Paul e Earnest vinsero nel 1953 il Warren E. Eaton Memorial Trophy, della Soaring Society of America.